# IC 4171
IC 4171 је спирална галаксија у сазвјежђу Ловачки пси која се налази на листи објеката дубоког неба у Индекс каталогу.
Деклинација објекта је + 36° 6' 9" а ректасцензија 13h 5m 18,8s. Привидна величина (магнитуда) објекта IC 4171 износи 13,8 а фотографска магнитуда 14,5. IC 4171 је још познат и под ознакама UGC 8182, MCG 6-29-26, KUG 1302+363, PGC 45265.